# المربع الأمني (حزب الله)
المربع الأمني (احيانا معقل حزب الله) كان منطقة في الضاحية الجنوبية لبيروت تُعتبر معقلًا رئيسيًا والقاعدة المركزية لحزب الله، ومكان إقامة لأمين العام للحزب حسن نصرالله، كما كان يُعتقد. هذه المنطقة تشمل أحياء مثل حارة حريك، بئر العبد، والرويس، الغبيري وبرج البراجنة. تاريخياً، كان هذا المربع يتمتع بحماية أمنية مشددة، مثل نقاط التفتيش، الكاميرات، ووجود عسكري المكثف، حيث يحتوي على مكاتب ومرافق تابعة للحزب.
في 27 سبتمبر 2024، تعرض المربع لضربات إسرائيلية مكثفة، أسفرت عن تدمير عدة مبانٍ ومقتل حسن نصر الله.